# Laura D’Oriano
Laura D’Oriano (* 1911 in Istanbul; † 16. Januar 1943 in Rom) war eine britische Spionin während des Zweiten Weltkrieges.

## Leben
D’Oriano wurde 1911 in Istanbul geboren und war das älteste von insgesamt fünf Kindern von Polycarpo d’Oriano (Musiker) und Aida Caruana. Als der Vater Ende der 1920er Jahre in Marseille ein Geschäft für Musikinstrumente eröffnete, versuchte sich Laura erfolglos als Sängerin in Paris. Zurück in Marseille lernte sie den Schweizer Emil Fraunholz kennen, der in Frankreich lebte, um in der Schweiz keinen Militärdienst leisten zu müssen. Die beiden heirateten am 18. August 1931 in Marseille, womit Laura automatisch die Schweizer Staatsbürgerschaft erlangte. 1932 wurde ihre erste Tochter, Renee, geboren und 1933 Anna.
Zur Spionin wurde sie sehr wahrscheinlich 1940, als sie als Sekretärin für Daniel Petard in Nizza arbeitete, der sie anwarb. Im Januar 1941 wurde sie zuerst nach Paris gesandt, dort sollte sie versuchen, Informationen von Offizieren der Wehrmacht zu erlangen. Wenig später wurde sie für zwei Monate nach Bordeaux geschickt, dort sollte sie im Hafen Betasom die Bewegungen der U-Boote der faschistischen Marina Militare aufzeichnen und auf Postkarten verschlüsselt verschicken.
Im Dezember 1941 wurde sie nach Genua geschickt, um dort im Hafen die Bewegungen aufzuzeichnen sowie den durch die alliierten Bombenangriffe entstandenen Schaden zu melden. Sehr wahrscheinlich waren die Carabinieri vorgewarnt, auf jeden Fall wurden ihre Nachrichten abgefangen, entschlüsselt und geändert. Die Carabinieri setzten einen Agenten auf sie an. Als Laura ihre Mutter besuchte, flog ihre Identität auf. Am 26. Dezember 1941 wurde sie im Zug nach Neapel verhaftet.
Am 15. Januar 1943 fand unter Ausschluss der Öffentlichkeit der Prozess gegen Laura D’Oriano statt. Sie wurde zum Tode verurteilt, am folgenden Tag erschossen und in einem Massengrab bestattet. Sie war während der faschistischen Diktatur die einzige zum Tode verurteilte Frau, bei der das Urteil auch vollstreckt wurde. Die sterblichen Überreste wurden 1958 von ihrem Vater auf den Friedhof Campo Verano überführt, wo er selbst 1962 neben seiner Tochter beerdigt wurde.
Laura d’Oriano ist eine der drei Hauptfiguren im Roman "Der Fälscher, die Spionin und der Bombenbauer" von Alex Capus.

## Film
- DOK: Laura D’Oriano – Die geheimnisvolle Schweizer Spionin